# コミュニケーション (カール・バルトスのアルバム)
『コミュニケーション』(Communication)とは2003年にリリースされたドイツのテクノミュージシャン、カール・バルトスのファースト・アルバムである。

## 概要
カールはこのアルバムについて「電子媒体についてのコンセプト・アルバム」と公式サイトで語っている。
限定版は特殊なケースとなっており、CDトレイとブックレットの両方がケースの反対側から出てくる仕組みとなっており、一緒に開けないといけない構造になっている。
限定版はCD Extraとなっており、 「アイム・ザ・メッセージ」 のビデオとフェリックス・ダ・ハウスキャットとオービタルによる同曲の2つのリミックスのダウンロードリンクが収録されている。
2016年3月15日にCDとレコードでリマスターした上で再リリースされ、ボーナス・トラックとして"カメラ・オブスクラ"を収録。

## 収録曲
特に明記がない限り、全作曲:カール・バルトス。
1. ザ・カメラ
2. アイム・ザ・メッセージ
3. 15 ミニッツ・オブ・フェイム  作詞:カール・バルトス、 アンソニー・ロザー
4. リアリティ
5. エレクトロニック・エイプマン
6. ライフ
7. サイバースペース
8. インタビュー
9. ウルトラバイオレット
10. アナザー・リアリティ

### 日本版限定収録曲
1. アイム・ザ・メッセージ (オービタル・リミックス)
2. アイム・ザ・メッセージ (イクス-トラテレストリアル・ミックス)

### 再リリース盤
1. ザ・カメラ
2. アイム・ザ・メッセージ
3. 15 ミニッツ・オブ・フェイム
4. リアリティ
5. エレクトロニック・エイプマン
6. ライフ
7. サイバースペース
8. インタビュー
9. ウルトラバイオレット
10. カメラ・オブスクラ
11. アナザー・リアリティ

## 参加ミュージシャン
- カール・バルトス - プロダクション、ボーカル、電子楽器
- マティアス・ブラック - ミキシング、マスタリング